# 塩盆駅
塩盆駅（ヨンブンえき）は朝鮮民主主義人民共和国咸鏡南道利原郡に位置する朝鮮民主主義人民共和国鉄道省平羅線の駅である。

## 歴史
- 1928年9月1日：開業[1]。